# Anders Møller Christensen
 Der er flere personer med dette navn, se Anders Christensen.
Anders Møller Christensen (født 26. juli 1977) er en tidligere dansk fodboldspiller, der spillede 8 sæsoner for OB i Superligaen.

## Landshold
Han fik sin debut for Danmarks fodboldlandshold 29. maj 2008 i en venskabskamp mod Holland.

## Eksterne Henvisninger
- Anders Møller Christensens spillerprofil hos FIFA (engelsk)
- Anders Møller Christensens spillerprofil i DBU's Landsholdsdatabase
- Anders Møller Christensens spillerprofil på Transfermarkt (engelsk)
- Anders Møller Christensens trænerprofil på Transfermarkt (engelsk)
- Anders Møller Christensens spillerprofil på national-football-teams.com (engelsk)
- Anders Møller Christensens profil hos FootballDatabase.eu (engelsk)
- Anders Møller Christensens spillerprofil på Soccerway (engelsk)
- Anders Møller Christensen på superstats.dk
- Anders Møller Christensen Arkiveret 2. december 2014 hos  Wayback Machine på FC Roskilde